# Hyperion-Nunatakker
Die Hyperion-Nunatakker sind eine Gruppe von etwa zehn rund 600 m hohen Nunatakkern im Südosten der westantarktischen Alexander-I.-Insel. Sie ragen südlich des Saturn-Gletschers und 13 km westlich der Corner-Kliffs auf.
Luftaufnahmen des US-amerikanischen Polarforschers Lincoln Ellsworth vom 23. November 1935 dienten dem US-amerikanischen Kartographen W. L. G. Joerg für eine Kartierung. Vermessungen nahm der Falkland Islands Dependencies Survey im Jahr 1949 vor. Das UK Antarctic Place-Names Committee benannte sie 1955 in Anlehnung an die Benennung des Saturn-Gletschers nach dem Saturnmond Hyperion.